# Маршалл (Іллінойс)
Маршалл (англ. Marshall) — місто (англ. city) в США, в окрузі Кларк штату Іллінойс. Населення — 3947 осіб (2020).

## Географія
Маршалл розташований за координатами 39°23′58″ пн. ш. 87°41′29″ зх. д. / 39.39944° пн. ш. 87.69139° зх. д. (39.399415, -87.691491).  За даними Бюро перепису населення США в 2010 році місто мало площу 9,68 км², з яких 9,64 км² — суходіл та 0,04 км² — водойми.

## Демографія
Згідно з переписом 2010 року, у місті мешкали 3933 особи в 1719 домогосподарствах у складі 1034 родин. Густота населення становила 406 осіб/км².  Було 1944 помешкання (201/км²).
Расовий склад населення:
| - 98,3 % — білих - 0,5 % — азіатів - 0,2 % — чорних або афроамериканців - 0,1 % — корінних американців |

До двох чи більше рас належало 0,4 %. Частка іспаномовних становила 1,2 % від усіх жителів.
За віковим діапазоном населення розподілялося таким чином: 23,3 % — особи молодші 18 років, 57,5 % — особи у віці 18—64 років, 19,2 % — особи у віці 65 років та старші. Медіана віку мешканця становила 40,3 року. На 100 осіб жіночої статі у місті припадало 85,1 чоловіків;  на 100 жінок у віці від 18 років та старших — 82,8 чоловіків також старших 18 років.
Середній дохід на одне домашнє господарство  становив 58 778 доларів США (медіана — 46 161), а середній дохід на одну сім'ю — 64 449 доларів (медіана — 48 952). Медіана доходів становила 42 910 доларів для чоловіків та 31 287 доларів для жінок. За межею бідності перебувало 23,9 % осіб, у тому числі 40,5 % дітей у віці до 18 років та 7,6 % осіб у віці 65 років та старших.
Цивільне працевлаштоване населення становило 1765 осіб. Основні галузі зайнятості: виробництво — 22,8 %, освіта, охорона здоров'я та соціальна допомога — 20,2 %, роздрібна торгівля — 15,7 %.